# Louisenburg
Louisenburg ist ein Ortsteil der Stadt Straelen im Kreis Kleve im Nordwesten des Bundeslandes Nordrhein-Westfalen. Der Ortsteil gehört zum Gebiet der Ortschaft Herongen und liegt etwa 1,5 Kilometer südlich davon, direkt an der B221 und nur wenige hundert Meter von der A40 entfernt. Idyllisch gelegen grenzt Louisenburg direkt an die Heronger Buschberge und auch an das Naturschutzgebiet Heronger Heide.
Ein Bauprojekt zu Beginn des 19. Jahrhunderts hat maßgeblich zur Entstehung der Siedlung beigetragen.

## Geschichte

### Der Nordkanal bei Louisenburg
Die Herkunft des Namens Louisenburg beruht auf Marie-Louise von Österreich, der zweiten Frau von Napoleon Bonaparte. Dieser wollte zwischen 1806 und 1811 den Grand Canal du Nord, kurz Nordkanal bauen lassen. Die nie fertiggestellte Kanalverbindung sollte den Rhein ab Neuss mit der niederländischen Maas bei Venlo verbinden.

#### Erste Baumaßnahmen
Im Frühjahr 1808, die Ortschaft Louisenburg gab es noch nicht, begann man mit den Vermessungen, obwohl Grundstückseigentümer noch nicht für die benötigten Grundstücke entschädigt wurden. In der Ortschaft Herongen herrschte sofort große Aufregung. Die Vermessungen wurden boykottiert und daraufhin erst einmal eingestellt.
Kaiser Napoleon hingegen drängte bereits zu Beginn der Arbeiten darauf, dass die Arbeiten schneller voran gehen müssen und beabsichtigte den Einsatz von 1.200 Gefangenen bei seinen Kanalprojekten.

#### Wirtschaftlicher Aufschwung für Herongen
Der für Herongen zuständige Maire (Bürgermeister) versprach, in den Streitigkeiten zu vermitteln und setzte sich erfolgreich für die Heronger ein. Somit konnten die Vermessungsarbeiten ab Mitte Mai 1808 fortgesetzt werden und für Herongen begann ein wirtschaftlicher Aufschwung, den es niemals zuvor gegeben hatte.
Ein damaliger Chronist fasste es in plattdeutscher Sprache mit folgenden Worten zusammen:

„Ött woar aal Dag Kermeß. (Es war alle Tage Kirmes).“

Die Vermessungsarbeiten waren schon Anfang Juli 1808 abgeschlossen.

#### Kanalbausiedlung, Schleuse und Schleusenhaus
Neben dem eigentlichen Kanalbett, dessen Breite bis zu 22 Meter betragen sollte, war für Louisenburg eine Besonderheit geplant, denn zur Überwindung des Höhenunterschieds zwischen Neuss und Venlo waren auf der gesamten Kanalstrecke neun Schleusen vorgesehen. Eine davon wurde, mit dem dazugehörenden Schleusenwärterhaus, in Louisenburg gebaut.
Das Schleusenbecken () ist heute noch vorhanden. Es ist aus Blaustein gefertigt. Dieser soll aus dem Abriss des 1802 aufgelösten Klosters Meer bei Büderich stammen.
Weiterhin errichtete man in unmittelbarer Nähe der Schleuse eine Kanalbausiedlung deren Häuser burgähnlich angeordnet waren und benannte sie nach Marie-Louise von Österreich, der zweiten Frau von Napoleon Bonaparte. So kam Louisenburg letztendlich zu seinem Namen.

#### Ende der Baumaßnahmen
Bis zur Mitte des Jahres 1810 waren etwa 2 Drittel der 53 Kilometer langen Kanalstrecke fertiggestellt. Die Summe von 12,5 Millionen Franc war bereits verbaut, als gegen Ende des gleichen Jahres die Arbeiten eingestellt wurden. Napoleon hatte am 9. Juli 1810 per Dekret das Königreich Holland annektiert und damit die Kontrolle über Hollands Rheinhäfen erlangt. Der Nordkanal zwischen Neuss und Venlo wurde nicht mehr benötigt.
Viele Jahre lang fand sich keine weitere Verwendung. Geldmangel verhinderte die Fertigstellung des Kanals. Das Schleusenwärterhaus und die Siedlung wurden nicht mehr genutzt und die gesamte Anlage verfiel. Das Schleusenwärterhaus wurde zum Zwecke des Abbruchs verkauft.
Erst 1817 kaufte ein Österreicher die Kanalanlage und errichtete dort eine Tonpfeifenfabrik. Später ging das ganze Gebiet des Nordkanals in Louisenburg an den Grafen von Schaesberg zu Krickenbeck. Die Baumaterialien, größtenteils schwere Steinquader, blieben noch bis etwa 1856, also sechsundvierzig Jahre nach Bauende, in der Nähe der Schleuse zurück. Erst dann konnte der Restbestand an die Genossenschaft zur Melioration der Niers- und Nordkanalniederungen verkauft werden.